# Telescopi Txerenkov
Un telescopi Txerenkov o Čerenkov és un observatori astronòmic capaç de detectar raigs gamma d'alta energia al rang de 25 GeV a 50 TeV des de la superfície terrestre. El 2008 hi havia quatre grans telescopis Txerenkov operatius, CANGAROO-III, MAGIC, HESS i VERITAS.

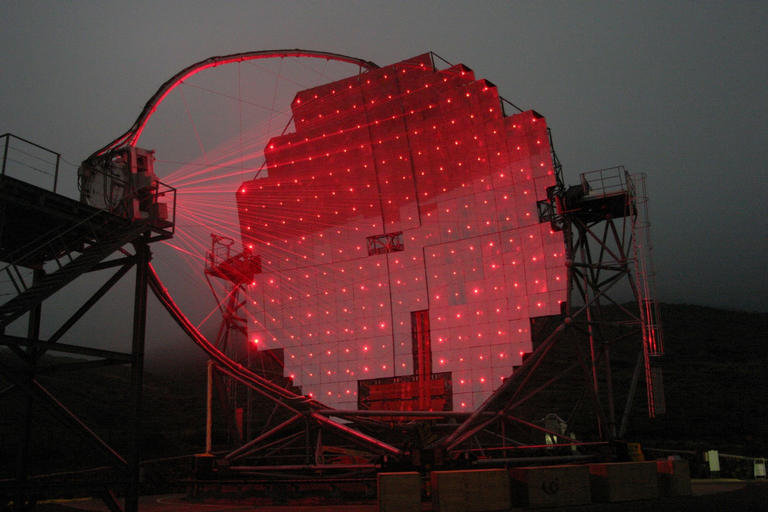
MAGIC, un telescopi Txerenkov en operació a l'illa canària de La Palma. En nits de boira, es poden veure els làsers que serveixen per enfocar els miralls.

A causa de la rapidesa amb la qual disminueix el flux de raigs gamma de fonts còsmiques a altes energies, els detectors espacials resulten ineficients perquè estan limitats en la seva àrea de col·lecció a uns centenars de centímetres quadrats. En el cas dels telescopis Cherenkov, l'atmosfera de nostre planeta s'utilitza com a mitjà de detecció i l'àrea de col·lecció arriba a molts milers de metres quadrats. Això permet als telescopis Txerenkov detectar raigs gamma en un rang d'energies inaccessible per als instruments espacials.
El telescopi Txerenkov registra la imatge del breu flaix de radiació de Txerenkov que produeix una Cascada Atmosfèrica Extensa generada al seu torn pel raig gamma d'alta energia. Aquesta cascada de partícules s'inicia a una alçada de 10-20 km. El raig gamma inicial produeix un parell electró-positró prop d'una molècula de l'aire. L'electró i positró tenen una energia molt alta i produeixen més raigs gamma per radiació de frenada o "radiació de frenada". Es produeixen més parells electró-positró que al seu torn emeten per radiació de frenada, etc., amb el resultat final d'una cascada atmosfèrica extensa.
Les partícules de la cascada, a causa de la seva elevada energia, produeixen una espurna de radiació de Txerenkov que dura entre 5 i 20 ns. En realitat les partícules (carregades elèctricament) de la cascada polaritzen asimètricament (ja que viatgen a gran velocitat que la de la llum a l'atmosfera) les molècules de nitrogen i oxigen de l'atmosfera, les quals, en despolaritzar espontàniament, emeten la radiació Txerenkov que serà detectada pels telescopis Txerenkov. L'àrea total il·luminada per l'esclat és de milers de metres quadrats, raó per la qual l'àrea efectiva dels telescopis Txerenkov és tan gran.
El telescopi està format per un gran mirall segmentat que enfoca la radiació de Txerenkov en una matriu de tubs fotomultiplicadors. Els fotomultiplicadors estan acoblats a electrònica ràpida que amplifica, digitalitza i emmagatzema la imatge de la cascada.
La col·laboració del Whipple va ser pionera en els telescopis Txerenkov i va descobrir l'emissió de la Nebulosa del Cranc a energies del TeV el 1989. El telescopi Whipple també va descobrir la primera font extragalàctica de raigs gamma d'alta energia, la galàxia activa Markarian 421. La col·laboració Hegra va construir el primer sistema de diversos telescopis utilitzant l'anomenada tècnica estereoscòpica a l'illa de La Palma, sistema que va ser superat després per HESS a Namíbia. El major telescopi Txerenkov del món és el telescopi MAGIC amb un mirall de 17 m de diàmetre i també localitzat a La Palma.
Per reduir les aberracions òptiques fora de l'eix òptic, el mirall de 17 m de diàmetre està segmentat en 250 miralls esfèrics (retallats amb forma quadrada), muntats sobre un paraboloide. Els miralls, en funció de la seva distància al centre del disc de 17 m, tenen diferent radi de curvatura i estan orientats de diferent manera.
Els telescopis Txerenkov, a diferència dels òptics, estan enfocats a un punt de l'atmosfera terrestre situat a una alçada d'uns 8/12 km (depèn del rang d'energia que es vulgui mesurar), que és on es desenvolupen les cascades de partícules (és d'on ve la radiació Txerenkov).
La radiació Txerenkov (llum ultraviolada) associada a una cascada de partícules és com un enorme cilindre de llum (en realitat és com un enorme puro) de diversos km d'altura. La imatge registrada en el detector de fotomultiplicadors (en el pla focal del telescopi) d'aquest cilindre de llum té forma d'el·lipse. La forma d'aquesta el·lipse i la seva orientació en el pla focal determina la direcció d'incidència del fotó gamma que va originar la cascada. També determina el lluny o prop que es va desenvolupar a l'atmosfera, que juntament amb la intensitat de la llum registrada permet estimar l'energia del fotó gamma. D'aquesta manera es pot estimar el flux de radiació gamma procedent de supernoves, de púlsars, de nuclis de galàxies actives, etc.
La major dificultat en la detecció de fotons gamma és que les cascades atmosfèriques que produeixen són molt semblants a les que produeixen els raigs còsmics formats per partícules carregades elèctricament (com protons). La direcció des de la qual arriben a la Terra aquests raigs còsmics (aquests protons) no és rellevant en astrofísica, car, a causa dels camps magnètics galàctics i intergalàctic, no es pot determinar la font emissora d'aquests protons (no van ser emesos des del lloc des d'on semblen venir).
Aproximadament una de cada mil imatges de cascades atmosfèriques registrades per un telescopi Txerenkov correspon a un fotó gamma. Les 999 restants corresponen a raigs còsmics de partícules carregades elèctricament.

## Astronomia de raigs gamma d'alta energia
La tècnica d'imatge atmosfèrica Txerenkov ha permès el desenvolupament d'una nova astronomia de raigs gamma en energies superiors a 100  GeV. El telescopi pioner va ser el telescopi de 10 metres de l'Observatori Whipple que va detectar per primera vegada una font de raigs gamma (la Nebulosa del Cranc) que va ser identificat com un dels objectes celestes més brillants en raigs gamma el 1967. en aquest nivell d'energia. Actualment (2009), gairebé un centenar de fonts han estat identificades utilitzant aquesta tècnica. Els observatoris més importants són el projecte dels Estats Units VERITAS i els projectes europeus HESS i  MAGIC.